# Geelbuikduif
De geelbuikduif (Leptotila ochraceiventris) is een vogel uit de familie Columbidae (duiven). De wetenschappelijke naam van de soort werd in 1914 gepubliceerd door de Amerikaanse vogelkundige Frank Chapman. Het is een door habitatverlies kwetsbaar geworden vogelsoort die voorkomt in  Ecuador en Peru.

## Kenmerken
De vogel is 23 tot 25 cm lang. Het is een klein soort duif die zich voornamelijk op de grond ophoudt. Van boven is de vogel donker olijfkleurig met een bronsgroene glans over de mantel en vleugeldekveren. Van onder is de vogel lichter van kleur, merendeels wijnkleurig op de borst, geleidelijk naar de buik toe lichter tot vuilwit. De kop is ook weer lichter, met een witroze voorhoofd die op de kruin geleidelijk over gaat in iriserend paars. Verder is de vogel wit op de keel en licht roodbruin op de nek.

## Verspreiding en leefgebied
Deze soort komt voor in westelijk Ecuador en noordwestelijk Peru. De leefgebieden van deze vogel liggen in diverse typen loofbos, variërend van vochtig nevelwoud rond de 1800 meter boven zeeniveau tot droge natuurlijke bossen tussen de 500 en 1800 meter. De vogel wordt ook aangetroffen in zwaar aangetast bos, maar het is de vraag of populaties zich daarin werkelijk duurzaam kunnen handhaven.

## Status
De grootte van de populatie werd in 2016 door BirdLife International geschat op 2,5 tot tienduizend volwassen individuen. De populatie-aantallen nemen af door habitatverlies. De leefgebieden, vooral de lager gelegen bossen,  worden aangetast door ontbossing waarbij natuurlijk bos plaats maakt voor gebied dat geschikt is voor beweiding. Daarnaast is er jacht op deze vogel, maar dat geldt voor alle duivensoorten. Om deze redenen staat deze soort als kwetsbaar op de Rode Lijst van de IUCN.